# 伯明翰霍爾格林 (英國國會選區)
伯明翰霍爾格林（英語：Birmingham, Hall Green），英國國會一自治市選區，位於英格蘭西米德蘭茲郡伯明翰市中心東南，包括四個地方選區。
該區自1950年創設以來，一直支持保守黨，工黨在1997年才首次當選並連任至今。2010年大選中工黨的羅傑·戈德席夫以32.1%選票首次勝出，繼承了史提夫·麥卡貝的議席。左翼政黨尊重黨的薩爾瑪·雅克伯以25.1%選票緊隨其後，自民黨第三，保守黨第四。